# Solanum taeniotrichum
Solanum taeniotrichum är en potatisväxtart som beskrevs av Donovan Stewart Correll. Solanum taeniotrichum ingår i släktet skattor som ingår i familjen potatisväxter. Inga underarter finns listade i Catalogue of Life.